# Walkerella
Walkerella (лат.) — род наездников из семейства Pteromalidae (Otitesellinae) отряда перепончатокрылые насекомые. Известно около 10 видов. Встречаются в Юго-Восточной Азии и Австралазии. Интродуцированы в Палеарктику, Неарктику и Неотропику.

## Описание
Мелкие наездники (около 2 мм), самки с зеленовато-буровато-чёрным телом, а самцы желтоватые с крупной головой с экстремально развитыми большими мандибулами (серповидными, заострёнными на конце) и слитыми воедино мезонотумом, метанотумом и проподеумом; крылья самцов редуцированные. Формула 12-члениковых усиков самок: 11253 (с двумя аннелюсами). Крылья самок с сильно редуцированным жилкованием. Предположительно фитофаги и галлообразователи. Голова и среднеспинка самок в мелкой сетчато-пунктированной пунктировке. Переднее крыло с нормальной стигмальной жилкой, расположенной под острым углом к краю крыла, с четырьмя округлыми сенсиллами дистально. 2-й и 3-й тергиты самок с задними краями, обычно глубоко вырезанными посередине. Усиковые валики самцов расположены близко друг к другу или примерно на таком же расстоянии, как расстояние от валика до глаза.

## Таксономия
Известно около 10 видов. Род впервые выделен в 1883 году английским энтомологом Джоном Вествудом для типового вида Walkerella temeraria Westwood, 1883 по материалам из Индии.
- Walkerella benjamini (Joseph, 1957)
- Walkerella curtipedis Ma & Yang, 2013[1]
- Walkerella dubia (Girault, 1916) (=Asemantoideus dubius Girault)
- Walkerella jacobsoni (Grandi, 1921) (=Terastiozoon jacobsoni Grandi)
- Walkerella kurandensis Boucek, 1988
- Walkerella microcarpae Boucek, 1993
- Walkerella nigrabdomina Ma & Yang, 2013[1]
- Walkerella temeraria Westwood, 1883typus
- Walkerella tridentata Pramanik & Dey 2017[2]